# Observatorio Astronómico Nacional de Colombia
El Observatorio Astronómico Nacional de Colombia u OAN es el primer observatorio astronómico construido en América. La edificación se concluyó el 20 de agosto de 1803 en la ciudad de Bogotá y fue declarada Monumento Nacional de Colombia por el decreto 1584 del 11 de agosto de 1975. En la actualidad se halla dentro de los predios de la Casa de Nariño y se encuentra adscrito a la Facultad de Ciencias de la Universidad Nacional de Colombia, que ofrece programas de Maestría y Doctorado en Astronomía en la Ciudad Universitaria de Bogotá.

## Historia
La creación del Observatorio Astronómico Nacional fue iniciativa del naturalista José Celestino Mutis, constituyendo el primer observatorio astronómico que se construyó en el continente americano. La edificación (situada en la carrera octava con calle octava de Bogotá) comenzó a construirse en el jardín de la Expedición Botánica el 24 de mayo de 1802 bajo la dirección del arquitecto capuchino Domingo de Petrés. La obra se concluyó el 20 de agosto de 1803. Mutis nombró como responsable al abogado comerciante en telas y científico autodidacta Francisco José de Caldas, quien comenzó a realizar observaciones astronómicas y meteorológicas a partir de diciembre de 1805.
Caldas permitió que los jóvenes criollos conspiradores contra el régimen español Antonio Nariño, Camilo Torres, José Acevedo y Gómez o Antonio Baraya se reunieran en los salones del Observatorio. Los trastornos políticos acaecidos poco después del 20 de julio de 1810, obligaron a Caldas a descuidar sus trabajos científicos. Nombrado ingeniero militar con el grado de capitán se dedicó a elaborar mapas y posteriormente a la fabricación de armas para el ejército. En diciembre de 1814, el general Simón Bolívar tomó por  asalto a Santafé de Bogotá llegando sus tropas a saquear el Observatorio e incluso a tomar como rehén a Benedicto Domínguez, encargado entonces por Caldas de su cuidado.

### Tras la independencia
Fusilado Caldas por orden del general Pablo Morillo en 1816, la actividad científica en el Observatorio fue nula. Este abandono perduró hasta 1823, con la llegada al país de la llamada Misión Boussingault, la cual estaba compuesta de cinco jóvenes científicos extranjeros que ya había adelantado algunos estudios geológicos en Venezuela. La comisión fue iniciativa del general Simón Bolívar interesado en solicitar ayuda foránea para incentivar el desarrollo de la ingeniería y las ciencias naturales en la naciente república. El joven químico Jean-Baptiste Boussingault realizó observaciones meteorológicas y fue asimilado al estado mayor del Ejército del Sur. Desafortunadamente, la apatía de la clase política permitió que la misión se disolviera al cabo de pocos años y en 1827 quedó a cargo del literato y médico Benito Osorio quien por un año realizó observaciones meteorológicas. En los años 1830 estuvo a cargo sucesivamente de Benedicto Domínguez quien publicó varios almanaques astronómicos, Joaquín Acosta, quien realizó medidas meteorológicas, y de Francisco Javier Matiz.
En 1848 pasó a formar parte del Colegio Militar, institución creada un año antes por Tomás Cipriano de Mosquera para la formación de ingenieros civiles y militares. El Observatorio fue utilizado entonces como aula para las clases de ingeniería. En 1854 acaeció el golpe militar de Melo y con ello el Colegio Militar interrumpió sus labores. El Observatorio quedó abandonado, no siendo otra cosa que una torre vacía. El gobierno alquiló las instalaciones para usos particulares, habiéndose llegado a establecer allí una venta de helados.
En 1859 se reanudó su actividad como observatorio, nombrándose director el ingeniero militar José Cornelio Borda. En febrero de 1862 fue ocupado por el ejército de Leonardo Canal para servir de fortaleza a un cuerpo de tiradores que sostuvo un tiroteo contra la Iglesia de San Agustín. En 1866 fue nombrado director el ingeniero y astrónomo Indalecio Liévano Reyes. Liévano realizó observaciones de ocultación de estrellas y planetas por la Luna, calculó efemérides y realizó observaciones meteorológicas.

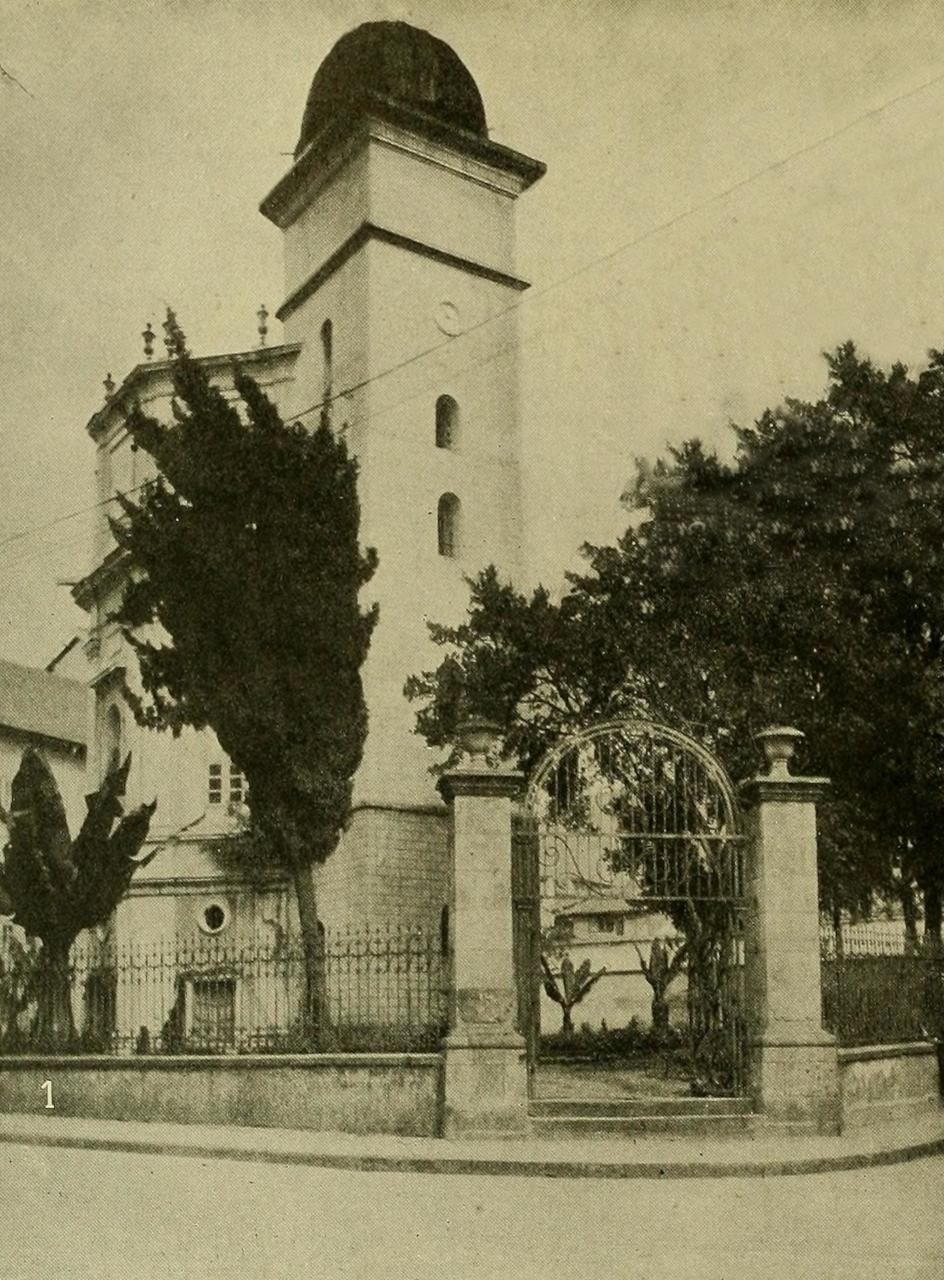
El Observatorio Astronómico Nacional en 1918

El 26 de mayo de 1867 se vio convertido de repente en prisión-fortaleza alojando como recluso al recién derrocado presidente Tomás Cipriano de Mosquera hasta el 22 de noviembre, cuando partió desterrado hacia el Perú. El mismo año Santos Acosta organizó la Universidad Nacional de Colombia. En febrero del año siguiente el doctor Manuel Ancízar, en su carácter de Rector nombró a José María González Benito director de la institución. González Benito dictó clases de Meteorología, Astronomía, Paleontología y Geología. Se destacan sus observaciones de estrellas fugaces.
En 1882 apareció el primer número de los Anales del Observatorio Astronómico Nacional de Bogotá, destinado a publicar los trabajos del establecimiento, que solo completó seis entregas. En 1891 fue nombrado director Julio Garavito Armero, quien realizó numerosos estudios teóricos y observaciones meteorológicas y astronómicas. Se destacan sus trabajos sobre el cálculo de probabilidades, óptica matemática y el movimiento de la Luna. Se le recuerda como un opositor de la teoría de la relatividad y de las matemáticas de Lobachevsky. Bajo su dirección el Observatorio gozó sin embargo de cierta actividad científica e investigativa, lográndose obtener resultados interesantes pese a la escasez y a la antigüedad de sus equipos.
De cualquier modo, sus actividades se vieron afectadas por las guerras civiles de finales del siglo XIX y comienzos del XX, que paralizaron las actividades de algunas facultades de la Universidad Nacional.

### SigloXX
En 1902, Garavito y otros intelectuales reorganizaron la Facultad de Ingeniería, destinando el Observatorio Astronómico como local y salón de clases. Con la muerte de Garavito en 1920 el Observatorio Astronómico entra a una etapa de total inactividad. El entonces presidente de la república Marco Fidel Suárez decidió encomendar el Observatorio a científicos extranjeros, lo cual acarreó la oposición de la Sociedad Colombiana de Ingenieros. El local acabó por arruinarse y los escasos instrumentos y libros que quedaron después de la muerte de Garavito se extraviaron o dañaron. Aunque en 1921 el gobierno designó como sucesor a Simón Sarasola, un meteorólogo del Observatorio de Santiago de Cuba, este solo se dedicó a las funciones eminentemente meteorológicas fundando el Observatorio Meteorológico Nacional.
Con el advenimiento de Enrique Olaya Herrera a la presidencia del país, se establece el decreto 1806 de 1930 donde se reorganiza el Observatorio y es nombrado director a Jorge Álvarez Lleras, uno de los discípulos de Garavito. Álvarez Lleras fundó la Academia Colombiana de Ciencias Exactas, Físico-Químicas y Naturales y creó además la revista del mismo organismo. En los primeros números de la misma se publicaron muchos de los trabajos de Garavito, que hasta entonces estaban inéditos. Por mandato de la ley 65 de 1936, el Observatorio Astronómico fue incorporado a la Universidad Nacional de Colombia.

### En la Universidad Nacional

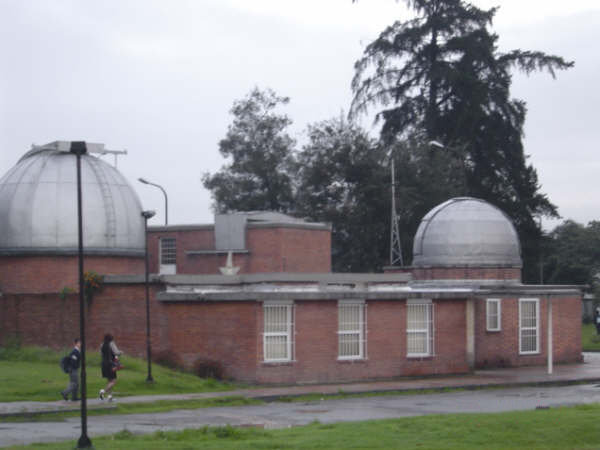
Actual sede del Observatorio Astronómico Nacional, dentro de la Ciudad Universitaria, Bogotá

Álvarez Lleras presentó renuncia al cargo en 1949 y lo remplazó Belisario Ruiz Wilches, bajo cuya dirección se construyó el Observatorio de la Ciudad Universitaria en 1952. Para este nuevo observatorio se compró un telescopio refractor apocromático de 4 elementos de 20 cm de abertura y 3 metros de distancia focal, el cual ya había sido utilizado en el Observatorio de Marsella, Francia.
Tras Ruiz Wilches se nombró como su reemplazo al ingeniero Jorge Arias de Greiff, quien fue director del Observatorio hasta mediados de 1998. Entre 1974 y 1980 la dirección estuvo a cargo del ingeniero Eduardo Brieva Bustillo. Luego la dirección del departamento ha pasado a manos de los profesores Benjamín Calvo Mozo, Mario Armando Higuera Garzón, William E. Cepeda, Juan Manuel Tejeiro, y José Gregorio Portilla. En la actualidad la dirección está a cargo de Mario Armando Higuera Garzón.
En 1969, con la creación del Plan Quinquenal de Desarrollo de la Universidad se comenzó un estudio para instalar un observatorio astronómico moderno como estación remota, mediante un préstamo del Banco Interamericano de Desarrollo. La condición del organismo de dar prioridad a los proyectos con beneficio a corto plazo echó por tierra la iniciativa. En 1979 existió la posibilidad de reanudar el proyecto pero esta vez por intermedio de un intercambio comercial con la República Democrática Alemana. Bajo la presidencia de Virgilio Barco, el proyecto, que se hallaba en un avanzado estado, se canceló.
En la actualidad el Observatorio está a nivel de Departamento adscrito a la Facultad de Ciencias, sede Bogotá de la Universidad Nacional de Colombia. Realiza labores de investigación, docencia y extensión. Administra los programas de maestría y doctorado en Astronomía, únicos programas de posgrado en Astronomía en el país.